# Stavhopp för herrar vid inomhusvärldsmästerskapen i friidrott 2022
Herrarnas stavhopp vid inomhusvärldsmästerskapen i friidrott 2022 hölls den 20 mars 2022 på Štark arena i Belgrad i Serbien. 13 tävlande från 9 nationer deltog.
Armand Duplantis från Sverige vann guldet och satte ett nytt världsrekord på 6,20 meter. Silvermedaljen togs av brasilianska Thiago Braz som satte ett nytt sydamerikanskt rekord på 5,95 meter och bronset gick till amerikanen Christopher Nilsen som gjorde ett hopp på 5,90 meter.

## Resultat
Finalen startade klockan 16:35.
| Placering | Idrottare             | Nationalitet  | 5,45 m | 5,60 m | 5,75 m | 5,85 m | 5,90 m | 5,95 m | 6,05 m | 6,20 m | Resultat | Noteringar |
| --------- | --------------------- | ------------- | ------ | ------ | ------ | ------ | ------ | ------ | ------ | ------ | -------- | ---------- |
| 1         | Armand Duplantis      | Sverige       | –      | o      | –      | o      | –      | o      | o      | xxo    | 6,20 m   | 0VR0       |
| 2         | Thiago Braz           | Brasilien     | –      | o      | o      | xo     | –      | xxo    | xxx    |        | 5,95 m   | 0AR0       |
| 3         | Christopher Nilsen    | USA           | o      | o      | o      | o      | xo     | xxx    |        |        | 5,90 m   |            |
| 4         | Valentin Lavillenie   | Frankrike     | o      | o      | xo     | xo     | xxx    |        |        |        | 5,85 m   | 0SB0       |
| 5         | Ben Broeders          | Belgien       | o      | o      | o      | xx–    | x      |        |        |        | 5,75 m   | 0SB0       |
| 5         | Menno Vloon           | Nederländerna | o      | o      | o      | xxx    |        |        |        |        | 5,75 m   |            |
| 7         | Kurtis Marschall      | Australien    | xo     | o      | o      | xxx    |        |        |        |        | 5,75 m   |            |
| 8         | Sondre Guttormsen     | Norge         | o      | xxo    | o      | xxx    |        |        |        |        | 5,75 m   |            |
| 9         | Oleg Zernikel         | Tyskland      | xo     | o      | xxo    | xxx    |        |        |        |        | 5,75 m   |            |
| 10        | Pål Haugen Lillefosse | Norge         | o      | o      | xxx    |        |        |        |        |        | 5,60 m   |            |
| 10        | KC Lightfoot          | USA           | o      | o      | xxx    |        |        |        |        |        | 5,60 m   |            |
| 12        | Thibaut Collet        | Frankrike     | o      | xo     | xxx    |        |        |        |        |        | 5,60 m   |            |
| 13        | Torben Blech          | Tyskland      | o      | xxo    | xxx    |        |        |        |        |        | 5,60 m   |            |